# Tomba de Merlí
La tomba de Merlí és un megàlit de tipus sepulcre de corredor, situat al bosc de Paimpont, en un lloc anomenat «La Marette», a prop del llogaret de Landelles, a Paimpont.
Des del segle xix, la tradició diu que la tomba del mag Merlí es troba al llegendari bosc de Brocelianda. Félix Bellamy va definir la seva ubicació al bosc el 1889, però el lloc original ha quedat en gran part destruït pels lladres de tombes. La ubicació de la tomba actual no es remunta més enllà de la dècada del 1990. La tomba de Merlí s'ha convertir en un lloc important de cultes i peregrinacions.
A la Gran Bretanya hi ha un gran nombre de monuments que porten el mateix nom.

## La construcció megalítica
Són les ruïnes d'una construcció megalítica datada al Neolític. Segons Félix Bellamy, originalment hi havia dos sepulcres corredors coberts (l'altre es coneix amb el nom de «Tomba de Viviana»), però només descriu l'anomenada «Tomba de Merlí» (actualment en ruïnes), fent una descripció detallada a la dècada del 1920:
| « | S'esten per més de 10,50 m de llarg i té uns 1,50 m d'ample. La cambra està limitada per quatre ortòstats d'un costat, un sol per l'altre, i una sisena llosa que actua com a capçalera. L'alçada d'aquests suports varien entre 0,90 i 1,50 m, per a una amplada d'entre 1,25 i 1,60 m, i un gruix oscil·lant entre 0,25 i 0,40 m. Les lloses de la teulada estan totes cap per avall. Totes les pedres del monument són d'esquist porpra. | » |

Actualment només en queden tres d'aquests elements.

Els únics documents gràfics coneguts del monument són dos gravats datats del segle xix i una antiga postal de 1900. El conjunt està inventariat a la base de dades Mérimée del Ministeri de Cultura francès.

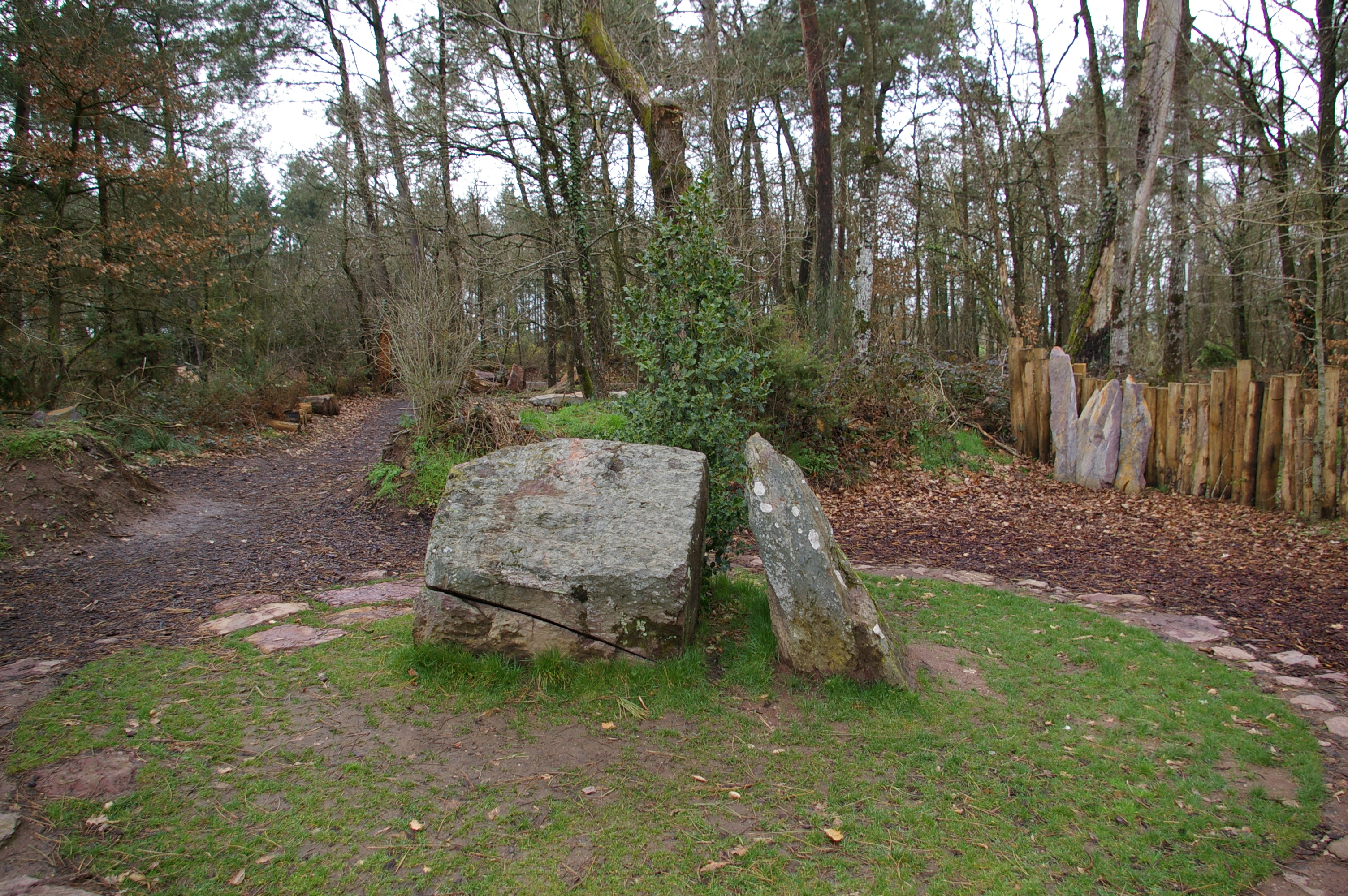
Vestigis del monument megalític
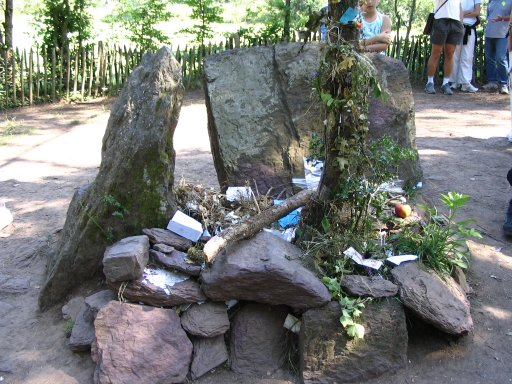
Ex-vots dipositats pels visitants de la tomba de Merlí que demanen desitjos

## La història d'una assimilació
Una llegenda explica que després de la recerca del Greal per Lancelot, Merlí es va retirar del món a causa del seu amor per Viviana (la Dama del Llac). En una altra versió de la llegenda, Viviana tanca a Merlí dins d'una cova. El poeta Auguste Creuzé de Lesser va escriure el 1811 que Merlí podia estar enterrat al bosc de Brocelianda, un bosc llegendari que encara no s'ha ubicat amb precisió.
La història moderna de la tomba de Merlí comença el 1820, quan un jutge i erudit de Montfort-sur-Meu, J.C.D. Poignand, publica en la Brochure des Antiquités Historiques (Fullet de les antiguitats històriques) un article en el qual diu que Merlí va ser enterrat al bosc de Paimpont, a la comuna de Saint-Malon-sur-Mel i prop de l'abadia de Talhouet. Durant vint anys, els habitants de la zona van excavar el lloc esperant trobar un tresor. El 1825, Blanchard de la Musse va associar un sepulcre corredor del nord del bosc de Paimpont amb la tomba de Merlí. Theodore Hersart de la Villemarqué també va situar la tomba de Merlí en aquesta zona. El 1846, un gravat romàntic del Le Magasin pittoresque (La botiga pintoresca) mostrava un cercle de pedres, inexistent al bosc de Paimpont, anomenant-la «Tomba de Merli» i situant-la al bosc de Brocelianda.
La topografia actual del bosc de Paimpont va ser definida per Felix Bellamy el 1889. Va realitzar investigacions basades en l'article de M. Poignand i les declaracions dels habitants, i es va fixar en un sepulcre corredor per ubicar allà la tomba. El 1892, uns lladres de tombes, a la recerca del tresor hipotètic del mag, van excavar i destruir els blocs que no van poder moure.
La valorització turística de Paimpont-Brocelianda va començar al mateix temps, però els residents locals van mostrar certa reticència. La ubicació de la tomba del segle xix es va revisar després de l'enterrament d'Alphonse Guérin.
A la dècada del 1970, Yann Brekilien es va oposar a la construcció de vies d'accés i a la pèrdua del caràcter llegendari de Paimpont-Brocéliande. No va ser fins a la dècada del 1990 que es va establir una política de valorització gràcies a l'alcalde de Ploërmel i del Centre de l'Imaginaire Arthurien (Centre de l'imaginari artúric), permetent visites guiades i l'establiment d'un perímetre de protecció al voltant de la Tomba de Merli. El 2008, el programa europeu LEADER va promoure la restauració del lloc (que es trobava en un estat avançat de deteriorament) i la implantació d'una ruta anomenada «rínxol de l'encant» (circuit que inclou la Tomba de Merlí i la Font de la Joventut).

## Folklore contemporani
Al mig del monument hi ha unes branques de grèvol on els visitants poden deixar tot tipus d'objectes. Els visitants deixen corones de flors i papers petits on escriuen els desitjos que volen que Merlí els concedeixi. També hi ha escampades cendres de difunts.